# まつもと市民芸術館

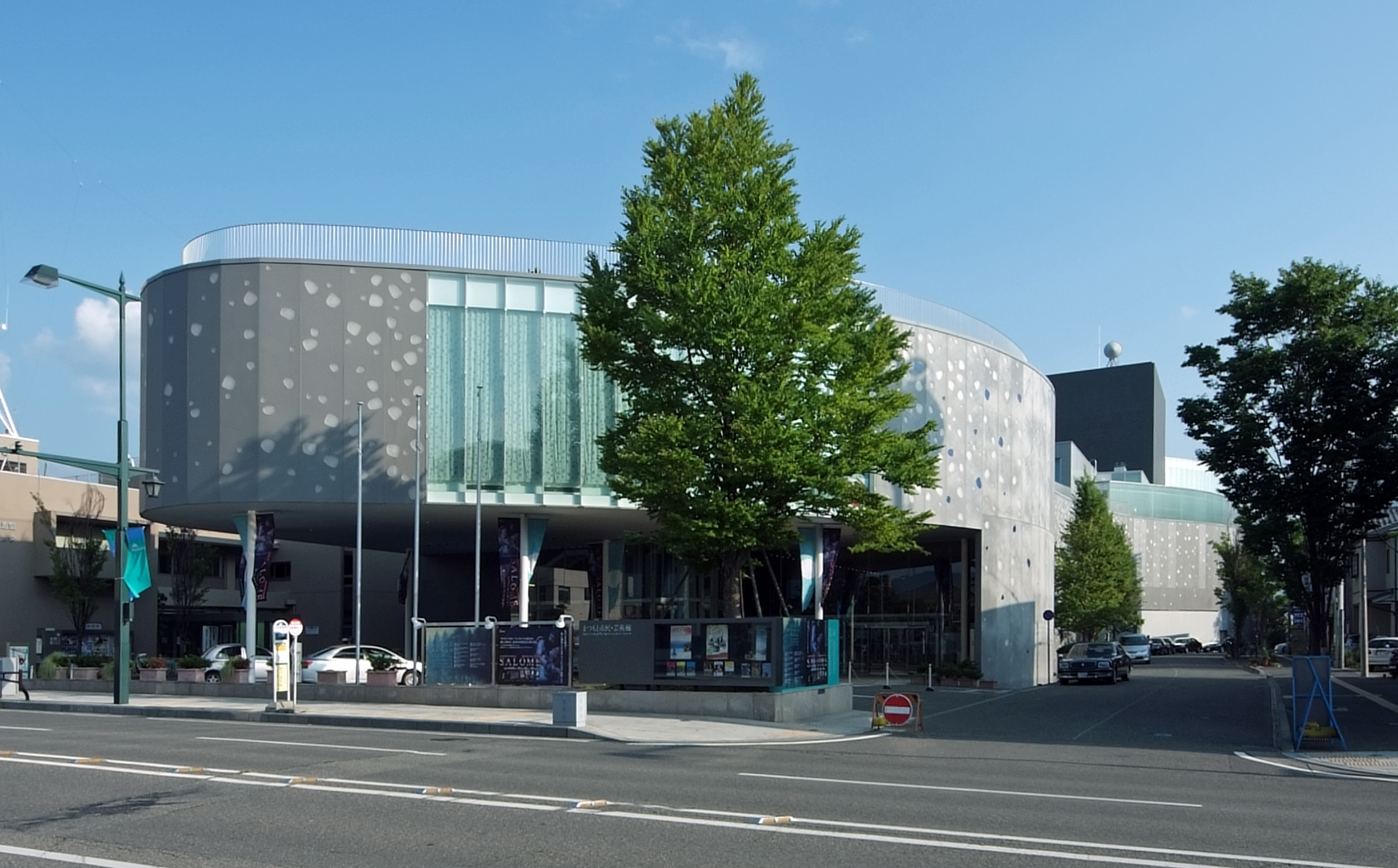
正面右斜め前方より

まつもと市民芸術館（まつもとしみんげいじゅつかん）は、長野県松本市深志にある音楽ホール・劇場である。

## 概要
館長兼芸術監督に俳優・演出家の串田和美を迎えて2004年8月に開館した。
設計は日本を代表する建築家の一人伊東豊雄。日本では比較的珍しい4層のバルコニー席を備える馬蹄形の主ホールは、田の字型の巨大な4面舞台を備え、幅広い演出に対応している。優良ホール100選に選ばれている。
日本最大級の音楽祭であるセイジ・オザワ 松本フェスティバル（旧称サイトウ・キネン・フェスティバル松本）の主要会場である。
また歌舞伎役者の十八世中村勘三郎（1955年 - 2012年）が、生前最後となった『信州・まつもと大歌舞伎』の舞台に立った劇場でもある。

## 沿革
現在のまつもと市民芸術館の敷地には、戦後すぐに、第二公民館が建築された。これは同地に建設された初代の公共施設である。この建物は1955年（昭和30年）に焼失した。
その跡地には、1958年（昭和33年）に、2代目の公共施設となる松本市民会館が着工、翌年竣工した。この会館は、約1,300の座席を持つホールとして長く利用された。また、会館前の広場は「ライラック広場」と呼ばれ、大型の噴水と美しい庭園が整備されていた。しかし、建物が老朽化するとともに、他の大型ホールが市内に新設されたため、主要なコンサートなどは次第に開催されなくなっていった。
現在のまつもと市民芸術館は、老朽化した松本市民会館を取り壊して、2004年（平成16年）に竣工したもので、同地での公共施設として3代目に当たる。この建物は以前の広場も含めた約9,000平方メートルの敷地に建設され、それまでのものと比べ圧倒的に規模が大きい。建物は地上7階地下2階建てで、内部には約1,800席の主ホール（800から1,400席まで規模を調整できる）、240席の小ホールのほか、主ホールの舞台を利用した約400席の実験劇場、リハーサル室やレストランなども完備している。総事業費は145億円。来館者用の駐車場は設けられていない。
2023年、まつもと市民芸術館は、木ノ下裕一（芸術監督団団長、芸術監督演劇部門）、倉田翠（芸術監督舞踊部門）、石丸幹二（ゼネラルアートアドバイザー）の3名を「芸術監督団」として2024年4月から就任させることを発表した。

## まつもと市民芸術館の建設に対する賛否
松本市民会館の改築に対しては、1997年頃から、松本商工会議所、松本商店街連盟、松本中央商店街振興協議会といった経済団体、松本市民劇場、松本こども劇場、松本アマチュア劇団連合会といった芸術団体により、陳情・要望が行われていた。
一方、松本市による改築計画は、施設の規模が大きく、総工費も145億円（松本市の負担はこの内55%）と高額であった。しかも、松本市には他にも同様のホールが存在し、都市の規模からコンサートも頻繁に開かれるものではなかった。このため、新施設の設備は過剰であり、その建設は税金の浪費にすぎないと捉える向きも多かった。また、競争入札の不透明さが問題となり、建設に対して市民の不信感が一層増すことになった。このため、建設中止の是非を問う住民投票の実施を求める請願の市議会への提出や、署名運動などの激しい反対運動が起きた。
このような中、当時の市長有賀正は計画を強力に推進し、新施設は規模を縮小することなく建設された。しかし、芸術館建設の是非が争点となった竣工直後の市長選挙では、現職の有賀は敗れ、反対派の菅谷昭が当選した。

## アクセス
JR東日本 篠ノ井線
松本駅下車
バス路線1
下記の路線で市民芸術館下車
- 松本駅お城口
  - 北市内線
  - タウンスニーカー 東コース
- 松本バスターミナル
  - 横田信大循環線
  - 信大横田循環線
  - 新浅間線

バス路線2
下記の路線で市民芸術館西 下車
- - タウンスニーカー南コースのみ
  - 並柳団地線 系統2（並柳団地行きのみ）
  - ※寿台線・内田線・松原線の各路線バスは停車しない。